# فوردونجیانوس
فوردونجیانوس (به ایتالیایی: Fordongianus) یک کومونه در ایتالیا است که در استان اریستانو واقع شده‌است.

## خصوصیات
فوردونجیانوس ۳۹٫۴ کیلومترمربع مساحت و ۱٬۰۳۷ نفر جمعیت دارد.